# Daniel arap Moi
Daniel arap Moi, znan tudi kot Nyayo (svahilijsko stopinje), kenijski politik in bivši diktatorski predsednik, * 2. september 1924, Sacho, Kenija, † 4. februar 2020, Nairobi, Kenija.

## Življenjepis
Daniel arap Moi se je rodil v mestu Sacho v kenijski provinci Riff Valley. Oče mu je umrl ko je bil še otrok, zato je odraščal ob materi. Po končani srednji šoli se je začel šolati za učitelja. Ta poklic je opravljal med letoma 1946 in 1955, tega leta pa je vstopil v politiko.
Leta 1955 je bil izvoljen v zakonodajni svet province Riff Valley, leta 1960 pa je skupaj z Ronaldom Ngalo ustanovil lastno politično stranko, Kenijsko afriško demokratično unijo (Kenya African Democratic Union - KADU), ki naj bi na volitvah tekmovala s stranko tedanjega predsednika Joma Kenyatte, Kenijsko afriško nacionalno unijo (Kenya African National Union - KANU). Moijeva stranka naj bi ščitila interese manjših kenijskih plemen.
Prvič mu je uspelo priti na visok položaj v času zadnje vlade pred razglasitvijo neodvisnosti Kenije. V letih 1960/61 je bil minister za šolstvo.
Po razglasitvi samostojnosti Kenije, 12. decembra 1963, sta se stranki KADU in KANU na pobudo Moia združili, Kenija pa je tako postala enostrankarska država. Kenyatta je Moija najprej imenoval za notranjega ministra (1964), leta 1967 pa za podpredsednika.

### Predsednik
Daniel arap Moi je postal predsednik Kenije po smrti prvega predsednika Joma Kenyatte, ki je preminil 22. avgusta 1978 in se je na oblasti obdržal vse do leta 2002. Čeprav je bil na začetku priljubljen zaradi svoje svetovljanske politike, ki je bila nasprotje Kenyattove, je njegov režim sčasoma pridobival vse več avtokratskih lastnosti, še posebej po neuspelem državnem udaru leta 1982, ki ga je poskušala izvesti skupina častnikov zračnih sil s Hezekiahom Ochuko na čelu.
Moi je po tem poskusu prevrata začel vladati s trdo roko, zapiral je politične nasprotnike, znane pa so tudi obtožbe o mučenju v zaporih, kamor je osumljence zapiral brez sodnih procesov. Hkrati s tem je v državi naraščala je tudi korupcija. Kenija je tako zabredla v gospodarsko krizo, kar je prisililo Moija, da je leta 1991 pristal na uvedbo sistema večstrankarske demokracije v zameno za nadaljnjo gospodarsko pomoč Mednarodnega denarnega sklada in Svetovne banke. Kljub vsemu pa mu je uspelo z raznimi političnimi triki tako oslabiti opozicijo, da je bil v devetdesetih letih 20. stoletja še dvakrat izvoljen za predsednika. Leta 2002 pa mu je politični vrh Kenije ustavno prepovedal sodelovati na volitvah. Kljub je Moi obdržal velik vpliv na kenijsko politiko.